# Temistocle Solera
Temistocle Solera (Ferrara, 1815. december 25. – Milánó, 1878. április 21.) olasz költő és librettista.

## Élete
A Paviai Egyetemen és a bécsi Császári Akadémián végzett irodalmi és zenei tanulmányai után már fiatalon költőként és regényíróként jelentkezett. Az osztrák uralom elleni tevékenysége miatt börtönbüntetést viselt. 1840 és 1845 között négy operát írt saját librettójára, de azok nem aratták a remélt sikert. Ezzel egy időben kezdett librettókat írni más zeneszerzőknek. Giuseppe Verdi által megzenésített műveit ma is előadják, ezek közül a legismertebb a Nabucco (1842).
1845-ben Spanyolországba költözött, ahol költőként és librettistaként dolgozott különböző városokban. Ismételt együttműködések kötötték össze Emilio Arrietával, aki később a Madridi Konzervatórium igazgatója lett. Még Olaszországban, saját Ildegonda című operájának librettóját bocsátotta rendelkezésére. Ezzel a szöveggel, első operájával Arrieta nagy sikert aratott, és elnyerte a milánói Scala zeneszerzői díjat. Spanyolországban Solera írta neki a La conquista di Granata (Granada meghódítása) librettóját.
Élete utolsó éveiben visszatért Olaszországba, ahol a neoguelfizmushoz közel álló politikai háttérben tevékenykedett, és többek között III. Napóleon francia császár és Cavour miniszterelnök között nagykövetként működött.

## Művei
Operák
- Ildegonda (1840. március 20., Milánó, Teatro alla Scala)
- Il contadino d'Agliate (1841. október 4., Milánó, Teatro alla Scala) (második változat: La fanciulla di Castelguelfo – 1842. október 23., Modena)
- Genio e sventura (1843. június, Padova, Teatro Nuovo)
- La Hermana de Palayo (1845, Madrid, Teatro Real)

Librettók
- Oberto, San Bonifacio grófja (Giuseppe Verdi, 1839)
- Gildippe ed Odoardo (Otto Nicolai, 1840)
- Galeotto Manfredi (Hermann, 1842)
- Nabucco (Giuseppe Verdi, 1842)
- I Lombardi alla prima crociata (Giuseppe Verdi, 1843)
- Giovanna d’Arco (Giuseppe Verdi, 1845)
- Attila (Giuseppe Verdi, 1846)
- Ildegonda (Emilio Arrieta, 1856)
- La Conquista di Granata[9] (Emilio Arrieta, 1850)
- La fanciulla delle Asturie (Benedetto Secchi, 1856)
- Sordello (Antonio Buzzi, 1856)
- Pergolesi (Stefano Ronchetti-Monteviti, 1857)
- Vasconcello (Angelo Villanis, 1858)
- Una notte di festa (Angelo Villanis, 1859)
- L'espiazione (Achille Peri, 1861)
- Zilia (Gaspar Villate, 1877)

## Fordítás
Ez a szócikk részben vagy egészben  a   Temistocle Solera című német Wikipédia-szócikk ezen változatának fordításán alapul.  Az eredeti cikk szerkesztőit annak laptörténete sorolja fel. Ez a jelzés csupán a megfogalmazás eredetét és a szerzői jogokat jelzi, nem szolgál a cikkben szereplő információk forrásmegjelöléseként.